# رساله فی حقیقه العشق
رسالهٔ «فی حقیقه العشق» یا «مونس‌العشاق»  نام رساله‌ای است از از شهاب‌الدین سهروردی که از دوازده فصل نسبتاً کوتاه تشکیل شده‌است.
سهروردی، در رسالهٔ فی حقیقه العشق (مونس‌العشاق)، در مراحل و مراتب مختلف از عشق حکایت می کند. در این حکایت، هم به فکر مابعدالطبیعی یونانی نظر دارد و هم به اندیشهٔ مغانی و هم از اشارات و لطائف قرآنی بهره می‌گیرد.